# 志摩電気鉄道10形電車
志摩電気鉄道10形電車（しまでんきてつどう10がたでんしゃ）は、志摩電気鉄道（現在の近鉄志摩線）の電車。
三重交通や近畿日本鉄道（近鉄）への合併にともなう改番・主電動機増設・車体更新などの変遷を経て、最終的にはモニ5920形およびモニ5925形となった。
当記事では上記形式からの主要機器流用で製造された、三重交通モ5210形電車についてもあわせて解説する。

## 志摩電気鉄道10形

### 概要
1929年の志摩電気鉄道線開業に備え、同年5月に名古屋の日本車輌製造本店で10 - 15の6両が製造された。志摩電気鉄道時代に製造された電車は、本形式のみである。

### 車体
リベット接合と電気溶接によって鋼材・鋼板を組み立てた構体と、木材による内装や屋根、床などを組み合わせた、13m級半鋼製車体であり、1920年代に日本車輌製造本店が中部から西日本にかけての地方私鉄各社に供給した小型電車の標準的な作風を示す。東美鉄道デボ100形は同形車である。
溶接技術の進歩が急ピッチで進みつつあった時期の設計であるため、車体外板に露出する鋲頭は外板四囲などの強度保持上重要な部分に限られ、それ以外は溶接を併用することですっきりした外観となっている。
もっとも、窓を下降式としたため、床面から窓の下辺までの高さが908mmで腰高な印象を与え、窓そのものも高さ660mmと背の低いものを使用しており、更にその上下に補強用の帯材（ウィンドウヘッダーおよびウィンドウシル）を露出して取り付けているため、車体長に比して重厚な印象を与える造形となっている。
窓配置は賢島寄りに荷物室を置いた1D(1)6(1)D(1)D'1dおよびd1D'(1)D(1)6(1)D1（d：乗務員扉、D：客用扉、D'：荷物室扉、(1)：戸袋窓、数字：窓数）で、客室窓には戸袋窓も含めて2本の保護棒が設置され、客用扉と荷物室扉は幅が920mmで1段ステップを内蔵しすべて手動、荷物室の最大荷重は1.0tに設定されている。なお、この窓配置が示す通り、鳥羽寄り運転台には乗務員扉が設置されていない。
また、賢島寄り運転台と荷物室扉の間の窓は、この時代の日本車輌製造本店製地方私鉄向け電車の多くで見られた楕円窓（最大幅440mm）が設けられ、荷物室扉の戸袋窓とともに磨りガラスをはめてデザイン上のアクセントとしている。
妻面は緩やかなカーブを描く丸妻に700mm幅の下降窓を3枚並べた、この当時としては一般的な構成で、前照灯は独立した筒型の灯具を屋根上中央に1基取り付け、尾灯は妻面車掌台側腰板下部に丸形パイプを突き刺してそこに1灯を組み込んである。
なお、車両番号は妻面中央と荷物室扉の戸袋窓、それに鳥羽寄り客用扉の戸袋窓、とそれぞれの腰板下部の計6カ所にローマン体で表記する。
座席は客用扉間にロングシートを設置する。

### 主要機器

#### 主電動機
主電動機としては、直流直巻補極付整流子電動機である川崎造船所K7-1003-ARを各台車の内側軸、つまり第2・3軸に吊り掛け式で装架する。歯数比は18:71=3.94である。

#### 制御器
長大編成を考慮する必要がないため、簡素な制御器を搭載する。

#### 台車
台車としては、ボールドウィンA形をデッドコピーした日本車輌製造D-14を装着する。
これは設計当時私鉄向け電車で一般に広く普及していた、形鋼組み立てによる釣り合い梁式台車の一つで、軸距2,000mm、心皿荷重上限14tという比較的コンパクトな設計のものである。
なお、この軸距からも明らかなように、本形式の各部寸法はヤードポンド法ではなく、メートル法によって設計されている。

#### ブレーキ
設計当時の地方私鉄電車向け車両で一般的であった、手ブレーキと空気ブレーキを搭載する。なお、新造時には連結運転は考慮されておらず、妻面には制御器のジャンパ線やブレーキの空気配管は一切設置されていない。

#### 連結器
下作用式の柴田式自動連結器を新造時より装着する。

#### 集電装置
集電装置としては、一般的な菱枠パンタグラフを賢島寄りの荷物室上部に1基搭載する。

### 運用
志摩電気鉄道線開業以来、1969年の志摩線改軌・架線電圧昇圧に伴う廃車まで、志摩電気鉄道、三重交通、三重電気鉄道、近畿日本鉄道の4社で40年以上にわたって主力車として使用された。
ただし、貨車牽引で出力が不足したため、14・15については1930年に主電動機を第1・4軸に増設、電動機4基搭載に変更している。

#### 三重交通・三重電気鉄道時代

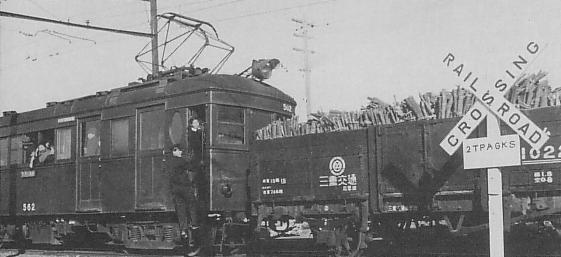
三重交通発足間もない1948年頃のモニ552形。近鉄時代には再度この黒っぽい一色塗りに変更されたので、近鉄時代もこれとほぼ同じ外見だった

戦時統合により志摩電気鉄道が三重交通へ合併された際には、志摩電気鉄道線は志摩線と改称され、在籍各車両についても、神都線用車両が500番台に付番されたのに続けて以下の通り改番された。
- 10形10 - 13 → モニ550形551 - 554
- 10形14・15 → モニ560形モニ561・モニ562

戦時中には資材不足からガラスの確保が困難で、松坂線などの車両と同様、本形式の各車についても1段下降式の窓の中央に横桟を入れて上下に2分割し、小さなガラス板を利用できるようにするなどの涙ぐましい努力が行われた。
また、従来は1色塗りであった塗装が戦後は三重交通標準の上半分クリーム、下半分グリーンの明るいツートンカラーに変更された。更にク600形の新造などで総括制御の必要が生じたことから妻面にジャンパ線を設置した。
三重交通時代の末期には戦中戦後の酷使で疲弊していた車体の更新修繕工事が実施され、この際左下一灯のみ設置されていた尾灯を左右二灯に増設、戦後はガラスの入手難で板で代用される状況が常態化していた荷物室楕円窓の埋め込み、鳥羽寄り運転台への乗務員扉設置などが実施され、窓配置はdD(1)6(1)D(1)D'd・dD'(1)D(1)6(1)Ddとなるなどの変化が生じた。なお、外板では楕円窓は最終的に完全に埋められたが、荷物室内には楕円窓の跡が最末期まで残されていた。また、一部車両については腐朽した木製窓枠をアルミサッシに更新する工事が実施されている。
この間、1959年にはモニ550形モニ551・モニ552の2両の主要機器を流用して、モ5210形が製造された。こちらについては#三重交通モ5210形を参照。

#### 近畿日本鉄道時代
三重交通から分社された三重電気鉄道が近畿日本鉄道へ合併された際には、近畿日本鉄道の車両付番ルールに従い、本形式に属する残存車4両は以下の通り改番された。
- モニ550形モニ553・554 → モニ5920形モニ5921・モニ5922
- モニ560形モニ561・モニ562 → モニ5925形モニ5925・モニ5926

1969年の志摩線改軌・昇圧の際には、近鉄モニ5920形・モニ5925形については経年を考慮して他線区への転用は実施されず、他のローカル私鉄への譲渡も検討されていたが実現には至らなかった。そのため4両全車が1970年1月25日までに廃車解体されて形式消滅となっている。

## 三重交通モ5210形

### 概要
賢島をはじめとする志摩地区の観光開発に合わせて、三重交通志摩線向けでは最初で最後の垂直カルダン駆動車であるモ5400形モ5401が新造されたが、複雑な垂直カルダン駆動装置は保守が難しく、また高価でもあった。
そこで、老朽化した在来車の主要機器を流用し、モ5400形に準じた設計の新造車体と組み合わせることで準新車を製造、志摩線のサービス向上を図ることとなった。こうしてモ5400形に続いて1959年と1960年に各1両ずつ、合計2両が以下の通り日本車輌製造本店で製造された。
- 1959年12月竣工
  - モニ550形モニ551 → モ5210形モ5211
- 1960年11月竣工
  - モニ550形モニ552 → モ5210形モ5212

### 車体
先行したモ5400形と同様に、名古屋鉄道が同時期に日本車輌製造本店で製造していた在来車からの機器流用による車体更新車である3700系に準じた設計が採用されている。
このため、窓の上下に補強帯の露出しないノーシル・ノーヘッダーの平滑な外観の、張り上げ屋根を備えた準張殻構造全金属製車体にアルミサッシによる2段上昇式の側窓を並べる、名鉄3700系を両運転台化したようなデザインにまとめられている。
もっとも、心皿荷重上限が14tのD-14台車を流用した関係で車体の自重に厳しい制約があって17m級車とすることは難しく、そのためモ5400形と比較して車体長が1.7m短縮されて車体長15,300mmとなり、窓配置もd1D(1)3(1)D1d（d：乗務員扉、D：客用扉、(1)：戸袋窓、数字：窓数）と幅1,100mmの側窓を1つ減らした構成となっている。
本形式はモ5400形と同様、側窓は戸袋窓を含めてすべて1,100mm幅で統一され、客用扉も1,100mm幅となっている。ただし、客用扉両脇の吹き寄せ部はモ5400形の360mmに対して本形式では350mm、と10mm縮小されており、また運転室も基本的な奥行きを105mm短縮して、運転台側だけ客席ロングシートの寸法を110mm短縮して奥行きを確保するなど、接客設備に極力影響が出ない範囲で各部寸法を詰めていることが見て取れる。
なお、側窓はアルミサッシによる2段上昇式で、戸袋窓と客用扉窓、それに妻窓はHゴムによる鋼体直結支持方式を採用する。
妻面は緩やかな円弧を描く平面形状を備える丸妻で、中央に貫通路を設置した3枚窓構成となっている。
座席は扉間の開閉可能窓の区画に対面配置の固定式クロスシート（シートピッチ1,450mm）を24名分備え、それ以外の側窓部にロングシートを設置するセミクロスシート配置で、天井には5基の扇風機を搭載する。また、通風器はガーランド式で、2列4基ずつ合計8基が屋根上に搭載されている。
前照灯は張り上げ屋根構造の屋根中央に白熱電球を1組収めた灯具を半ば埋め込まれた状態で取り付ける設計で、尾灯は妻面腰板下部の左右に振り分けて、埋め込み式の角形灯具を各1灯ずつ設置している。
塗装は三重交通の標準色である上半分クリーム、下半分グリーンのツートンカラーである。

### 主要機器
前述の通り、モニ550形からの流用によって主要機器を賄ったため、近代的な車体とは不釣り合いな旧式機器を搭載する。

#### 主電動機
主電動機は川崎造船所K7-1003-ARをそのまま各台車の内寄り軸に吊り掛け式で装架する。歯数比は18:71=3.94である。

#### 制御器
本形式製造の時点でモニ550形が搭載していた、HL単位スイッチ式手動加速制御器を搭載する。なお、モ5400形も制御器はHLで定格速度が本形式と同じ41km/hに揃えられていたため、収容力は相違するが運用上は同一に取り扱うことが可能である。
なお、発電ブレーキ機能も搭載する。

#### 台車
種車から流用した日本車輌製造D-14形台車を装着する。
ただし、基礎ブレーキが従来の車体シリンダー式から各台車にブレーキシリンダーを搭載する台車シリンダー式に変更されたため、台車枠側面上部に各車輪に作用させるブレーキシリンダーが露出して搭載され、D-14改と呼称する。

#### ブレーキ
種車のM三動弁による自動空気ブレーキ（Mブレーキ）が流用されたが、基礎ブレーキ装置が台車シリンダー式となったため、中継弁が追加され、MRブレーキ（AMM-Rブレーキ）へ改造されている。

#### 集電装置
モニ550形から転用された菱枠パンタグラフをそのまま搭載する。

#### 連結器
こちらもモニ550形から流用された下作用式の柴田式自動連結器をそのまま搭載する。

#### 運用
軽量化に努めて従来よりも約2.7m長い車体を実現した本形式であるが、特に、ク600形併結時にはモ5400形に比して出力不足が否めず、1962年にはモ5212について予備部品流用により主電動機が4基搭載に増強され、当時の三重交通の形式名付与ルールに従い、以下の通り改番された。
- モ5210形モ5212 → モ5410形モ5411

近鉄合併直前の時期には、合併に向けた準備として塗装が近鉄一般車標準のマルーン1色へ変更され、合併時に以下の改番が行われた。
- モ5210形5211 → モ5940形モ5941
- モ5410形5411 → モ5945形モ5945

以後、1969年の志摩線改軌工事に伴う路線運休まではそのまま志摩線にて使用された。
志摩線改軌後、本形式については製造年度が新しく、車体の状態も良好であったことから、養老線（現在の養老鉄道）に転属となった。
もっとも、志摩線が直流750V電化であったことなどから、本形式もモ5960形（旧モ5400形）も主要機器の流用による昇圧が難しく、転用が決定した3両の電動車全車が電装を解除し、運転台も撤去して付随車に改造されることとなった。
本形式の改造に伴う改番は以下の通り実施された。
- モ5940形モ5941 → サ5940形5941
- モ5945形モ5945 → サ5945形5945

この改造の際には、工事内容が最小限に留められ、電装品および運転台機器の撤去、妻面の灯具類の撤去と屋根の開口部の埋め込み、乗務員扉および室内運転台扉の閉鎖、それにブレーキのA動作弁への変更によるARブレーキ（ATA-Rブレーキ）化などが実施された。
そのため、客室座席はクロスシートがそのまま残され、ロングシート化されなかった。
これら2両はサ5961（旧モ5401）・サ5931（旧ク602）とともに養老線で使用されたが、同線の車両大型化・近代化に伴い1977年にサ5931とともにサ5941が、1979年にサ5945が廃車された。なお、サ5961も1983年に廃車されており、廃車後はいずれも解体されているので全車とも現存しない。

### 主要諸元
近鉄モ5940形・モ5945形
- 車体構造 - 全金属製
- 最大寸法（長さ×幅×高さ）：16,140mm×2,692mm×4,170mm
- 自重 - 27.0t（近鉄モ5945形は29.8t）
- 定員 - 104人（座席48人）
- 主電動機 - 73.6kW×2（近鉄モ5945形は×4）
- 駆動方式 - 吊掛式
- 定格引張力 - 1,320kg（近鉄モ5945形は2,640kg）
- 定格速度 - 41.0km/h
- 歯車比 - 3.94 (18:71)
- 制動方式 - AMM-R自動空気ブレーキ式
- 台車 - 日本車輌製造D-14改

近鉄サ5940形・サ5945形
- 車体構造 - 全金属製
- 最大寸法（長さ×幅×高さ）：16,140mm×2,692mm×3,850mm
- 自重 - 23.0t
- 定員 - 120人（座席48人）
- 制動方式 - ATA-R自動空気ブレーキ式
- 台車 - 日本車輌製造D-14改